# 1670 Minnaert
1670 Minnaert è un asteroide della fascia principale. Scoperto nel 1934, presenta un'orbita caratterizzata da un semiasse maggiore pari a 2,9059197 UA e da un'eccentricità di 0,0998439, inclinata di 10,51207° rispetto all'eclittica.
L'asteroide è dedicato all'astronomo belga Marcel Minnaert, direttore dell'osservatorio di Utrecht dal 1937 al 1963.